# Gehilfe
Mit Gehilfe ist im allgemeinen, nichtjuristischen Sprachgebrauch entweder eine Hilfsarbeitskraft (Handlanger, Handlungsgehilfe, Hilfsarbeiter u. Ä.) oder jedweder Assistent gemeint, z. B. ein Assistenzarzt oder eine Arzthelferin. Heute gilt das Wort als altmodisch, so dass man es eher in älterer Literatur findet (ältere Schreibweise Gehülfe). In der Geschichte entspricht dem etwa der Adlatus im Allgemeinen, der Schildknappe für den Ritter, der Adjutant für den Offizier und der Geselle oder Lehrling für den Handwerksmeister.
In der Rechtssprache kommt dem Begriff des Gehilfen darüber hinaus eine eigenständige Bedeutung zu, die nach dem jeweiligen Kontext variiert:

## Deutschland
Im deutschen Schuldrecht werden verschiedene Arten von Gehilfen unterschieden: innerhalb bestehender Schuldverhältnisse der „Erfüllungsgehilfe“, dessen Verhalten dem Schuldner zugerechnet wird, und im Deliktsrecht der „Verrichtungsgehilfe“, dessen Einsatz zum Schadensersatz verpflichten kann. Im deutschen Strafrecht bezeichnet der Ausdruck Gehilfe jemanden, der Beihilfe zu einer strafbaren Tat leistet.

### Zivilrecht

#### Allgemeines
Im deutschen Zivilrecht unterscheidet man begrifflich Erfüllungsgehilfen von Verrichtungsgehilfen, wobei ein Erfüllungsgehilfe auch ein Verrichtungsgehilfe sein kann. Schädigt ein Erfüllungsgehilfe einen Dritten, so wird dem Schuldner dies nach § 278 BGB wie ein eigenes Verschulden ohne Exkulpationsmöglichkeit zugerechnet. Bei einer Schädigung durch einen Verrichtungsgehilfe haftet der Geschäftsherr nach § 831 BGB für ein vermutetes Auswahl- und/oder Überwachungsverschulden, wobei er nach § 831 Abs. 1 Satz 2 BGB die Möglichkeit hat, die Vermutung des Eigenverschuldens zu widerlegen (sogenannte Exkulpationsmöglichkeit). § 278 BGB ist also eine Zurechnungsnorm in Schuldverhältnissen, § 831 BGB eine Anspruchsgrundlage im Deliktsrecht. Anders als beim Erfüllungsgehilfen findet beim Verrichtungsgehilfen keine Zurechnung statt: Wer den Gehilfen bestellt hat, haftet nicht für dessen, sondern für eigenes deliktisches Verschulden, weil vermutet wird, dass er den Gehilfen schlecht ausgewählt oder beaufsichtigt hat. Es besteht also die Möglichkeit, sich von der Geschäftsherrenhaftung zu befreien, wenn er nachweist, dass bei der Auswahl des Gehilfen beziehungsweise bei der Aufsicht über den Gehilfen die erforderliche Sorgfalt angewendet wurde (Entlastungsbeweis, Exkulpation).

#### Erfüllungsgehilfe (§ 278 BGB)
Nach § 276 des Bürgerlichen Gesetzbuchs (BGB) hat der Schuldner einer Leistung grundsätzlich nur eigene Pflichtverletzungen zu vertreten. Bliebe es dabei, könnte er sich durch Einschalten anderer Personen jeder Schadensersatzpflicht entziehen, sofern nicht bereits darin eine Pflichtwidrigkeit liegt (Organisationsverschulden). Das soll nicht sein: wer sich arbeitsteiliger Verfahren bedient, muss auch deren Risiken tragen.
Deshalb bestimmt § 278 BGB, der Schuldner habe „ein Verschulden […] der Personen, deren er sich zur Erfüllung seiner Verbindlichkeit bedient, in gleichem Umfang zu vertreten wie eigenes Verschulden.“ Ein solcher „Erfüllungsgehilfe“ ist, wer mit Wissen und Wollen des Schuldners bei der Erfüllung einer Verbindlichkeit des Schuldners tätig wird, wobei hierfür Haupt- und Nebenleistungspflichten ebenso wie bloße Schutzpflichten nach § 241 Abs. 2 BGB in Frage kommen. Aus der Formulierung „bei der Erfüllung“ folgt auch, dass eine schädigende Handlung nur bei Gelegenheit der Erfüllung nicht genügt (so die wohl herrschende Ansicht).
Der Gesetzestext („Verschulden […] der Personen, deren er sich […] bedient“) erschwert das Verständnis der Vorschrift: Der Erfüllungsgehilfe steht zum Gläubiger in keiner Sonderbeziehung und schuldet ihm demnach nichts. Gemeint ist vielmehr, dass das Verhalten des Erfüllungsgehilfen auf den Schuldner übertragen werden muss, als hätte dieser selbst gehandelt. Das erklärt auch, weshalb es nicht auf den Sorgfaltsmaßstab des Erfüllungsgehilfen ankommt, sondern auf den des Schuldners: die Bestleistung des Lehrlings mag etwa, dem Meister zugerechnet, für seine Verhältnisse fahrlässig sein. Das ist nur konsequent, hat doch der Gläubiger einen Meister ausgewählt (und auch bezahlt).
Eine sogenannte Exkulpationsmöglichkeit gibt es demnach für den Schuldner nicht: anders als beim Verrichtungsgehilfen (s. u.) geht es nicht um vermutetes eigenes Fehlverhalten, das widerlegt werden könnte, sondern um fremdes Verhalten, nämlich das des Erfüllungsgehilfen. Allerdings kann der Schuldner die Haftung auch für vorsätzliches Handeln des Erfüllungsgehilfen im Voraus ausschließen, § 278 S. 2 BGB.
Beispiel 1:
B beauftragt den Malermeister U mit dem Streichen seines Wohnzimmers. U lässt seinen Lehrling E die Arbeit erledigen: E ist Erfüllungsgehilfe. Leistet E nun schlechte Arbeit, setzt der Schadensersatzanspruch des B gegen U wegen Verletzung einer Leistungspflicht (mit E hat der B ja keinen Vertrag!) nach § 280 Abs. 1 S. 2 BGB Vertretenmüssen voraus. U selbst hat weder vorsätzlich noch fahrlässig gehandelt, § 276 BGB. Aber das Handeln des E wird ihm zugerechnet; hätte U wie E gehandelt, läge Fahrlässigkeit vor. Folglich hat U die Pflichtverletzung zu vertreten und schuldet Schadensersatz.
Hätte E gute Arbeit geleistet, aber mit der Leiter eine Vase des B zerstört, änderte sich im Ergebnis nichts: E wurde von U gleichermaßen zur Erfüllung der Schutzpflichten aus § 241 Abs. 2 BGB herangezogen und schuldet über § 278 BGB auch insoweit Schadensersatz.
Beispiel 2:
Auch eine Fluggesellschaft bzw. ein Hotel ist Erfüllungsgehilfe eines Reiseveranstalters. Kommt es zu Fehlleistungen, so muss der Reiseveranstalter für Abhilfe sorgen.
Er muss seine Erfüllungsgehilfen auch von Zeit zu Zeit unangemeldet kontrollieren (lassen).

#### Verrichtungsgehilfe (§ 831 BGB)
Eine Haftung für einen Schädiger im Fall der Schädigung eines Dritten setzt nach § 831 Abs. 1 BGB voraus:
- (1) Der Schädiger war Verrichtungsgehilfe der in Anspruch genommenen Person, des Geschäftsherrn.
- (2) Die Schädigung erfolgte widerrechtlich.
- (3) Die Schädigung erfolgte in Ausführung der Verrichtung.
- (4) Der Geschäftsherr kann die Vermutung eines Auswahl- oder Überwachungsverschuldens nicht widerlegen.

##### Der Begriff des Verrichtungsgehilfen
Verrichtungsgehilfe ist, wer mit Wissen und Wollen des Geschäftsherrn in dessen Geschäftsbereich weisungsabhängig tätig ist. Es handelt sich damit um eine von einem anderen zu einer Verrichtung bestellten Person, wobei nicht notwendigerweise ein vertragliches Schuldverhältnis vorliegen muss. Neben die Weisungsgebundenheit tritt zumeist eine soziale Abhängigkeit, wobei keine soziale Unterordnung notwendig ist.
Der Verrichtungsgehilfe wird im Pflichtenkreis des Haftenden tätig, er muss nicht mit der Erfüllung einer Verbindlichkeit beauftragt sein. Die Haftung für Verrichtungsgehilfen ist unabhängig von vertraglichen Sonderverhältnissen: Sie ist eine deliktische Haftung. Während § 278 BGB für den Erfüllungsgehilfen nur das Vertretenmüssen des Schuldners erweitert, ist § 831 BGB eine eigenständige Anspruchsgrundlage.

##### Schädigung in Ausführung der Verrichtung
Fügt der Verrichtungsgehilfe bei Ausführung der Verrichtung einem Dritten einen Schaden zu, so haftet der Geschäftsherr nach § 831 BGB. Voraussetzung dafür ist, dass ein äußerer und innerer Zusammenhang zwischen Verrichtung und Schädigungshandlung vorliegt, denn lediglich gelegentlich einer Verrichtungshandlung liegende Schadensereignisse sollen dem Geschäftsherren nicht angelastet werden.

##### Exkulpation des Geschäftsherrn
Nach § 831 Abs. 1 Satz 2 BGB kann der Geschäftsherr das vermutete Eigenverschulden widerlegen (Exkulpationsmöglichkeit).
In größeren Betrieben stellt sich häufig die Frage des „dezentralen“ Entlastungsbeweises, wenn Kettenverantwortlichkeiten im Raum stehen. Überwiegend wird davon ausgegangen, dass es zur Entlastung des Unternehmers genügt, wenn er nachweisen kann, dass ihn hinsichtlich Auswahl und Aufsicht über eine andere leitende Person, die seine Pflicht wahrnimmt, kein Verschulden trifft. Gelegentlich wird aber auch gefordert, dass sich der Unternehmer bis hin zum ausführenden Verrichtungsgehilfen entlasten können muss. Unabhängig davon kommt aber stets auch ein Organisationsverschulden aus § 823 Abs. 1 BGB in Betracht.

##### Beispiele
Beispiel 1:
A beauftragt G, für ihn Waren auszufahren. Dabei verletzt G den Unbeteiligten Dritten D. Dann schuldet dem D nicht nur G Schadensersatz (§ 823 Abs. 1 BGB), sondern auch A, der den G bestellt hat – es sei denn, er kann beweisen, dass der G immer zuverlässig war und er ihn auch hinreichend überwacht hat.
Beispiel 2:
Die Ehepartner A beauftragen das zuverlässige Kindermädchen B, auf den sechs Jahre alten Sohn C aufzupassen. Während des Aufpassens bricht sich die B ein Bein, der C läuft auf die Straße und verursacht vorsätzlich einen Massenunfall, wobei ein Sachschaden entsteht. C ist deliktsunfähig (§ 828 BGB). Nach § 831 BGB bestünde nun ein Anspruch gegenüber den Geschäftsherren, also den Ehepartnern A. Nun jedoch der Unterschied zum Erfüllungsgehilfen: Die Ehepartner A haben die Möglichkeit den Entlastungsbeweis zu bringen, dadurch würde kein Anspruch gegenüber A bestehen.
Beispiel 3: (der Erfüllungsgehilfe ist zugleich Verrichtungsgehilfe)
E lässt sich von dem Reinigungsunternehmen des R die Fenster putzen. F ist Fensterputzer bei R. F zerspringt beim Putzen schuldhaft eine Fensterscheibe des E. F ist Verrichtungsgehilfe von R, da F gegenüber Unternehmer R weisungsgebunden ist. Das Unternehmen R haftet nun sowohl gemäß § 831 BGB als auch nach §§ 280, 278 BGB.
- Begründung:
- § 831 BGB (Haftung für den Verrichtungsgehilfen):
Der Verrichtungsgehilfe F hat dem E rechtswidrig einen Eigentumsschaden zugefügt. Die Haftung nach § 831 BGB erlischt, wenn R sein fehlendes Verschulden beweisen kann („sich exkulpieren“).

- § 280 BGB (Schadensersatz wegen Pflichtverletzung), § 278 BGB (Verantwortlichkeit des Schuldners für Dritte):
R haftet, da es zu seinen Schutzpflichten aus dem Werkvertrag gehört, nicht das Eigentum des E zu beschädigen. Diese Schutzpflicht hat zwar F verletzt (und nicht R), dennoch wird die Pflichtverletzung dem R über § 278 BGB zugerechnet. F handelte als Erfüllungsgehilfe. Die Haftung erlischt nicht, da § 278 keine Möglichkeit zur Exkulpation vorsieht.

Diese zweifache Anspruchslage kommt dem Geschädigten zugute, der allerdings den Schaden nur einmal ersetzt bekommt.

### Strafrecht
Im Strafrecht bezeichnet Gehilfe denjenigen, der in der Beteiligungsform der Beihilfe an einer Straftat mitwirkt.

## Österreich
Die Begriffe Erfüllungsgehilfe und Besorgungsgehilfe sind im Schadenersatzrecht von Bedeutung. Der Gehilfe, meist ein Angestellter des Geschäftsherrn, wird als Erfüllungsgehilfe betrachtet, wenn er in Erfüllung einer Verpflichtung des Geschäftsherrn Schaden anrichtet; wenn bloß anlässlich der Erfüllung, ist er Besorgungsgehilfe.

### Zivilrecht

#### Erfüllungsgehilfe (§ 1313a ABGB)
Der Gehilfe in seiner Eigenschaft als Erfüllungsgehilfe erfüllt eine vertragliche Leistung, zu der sich sein Geschäftsherr verpflichtet hat, und schädigt dabei den Vertragspartner seines Geschäftsherrn. Gemäß § 1313a ABGB kann der Vertragspartner nun den Geschäftsherrn direkt klagen.
In Erfüllung ist eng auszulegen, Bsp.: B, der Gehilfe des A, muss einen gefährlichen Gegenstand in das Geschäft des C transportieren. Bei der Installation macht B Fehler und schädigt den Fußboden. In einem unbeobachteten Moment stiehlt er auch noch Waren des C und des X. Bezüglich des Diebstahls ist B sowohl ggü. C als auch ggü. X ein Besorgungsgehilfe (siehe unten) und kein Erfüllungsgehilfe, da der Diebstahl bloß anlässlich der und nicht in Erfüllung geschehen ist.
Der Erfüllungsgehilfe kann ein Angestellter des Geschäftsherrn sein oder ein selbstständiger Unternehmer. In letzterem Fall kann es zu einer Erfüllungsgehilfenkette kommen, wie z. B.:
- Geschäftsherr
  - Generalunternehmer
    - Subunternehmer (Baumeister)
      - einzelne Arbeiter

Schädigt nun der einzelne Arbeiter einen der Auftraggeber, so haftet dafür gem. § 1313a der Geschäftsherr (der Generalunternehmer ist Erfüllungsgehilfe des Geschäftsherrn, der Subunternehmer Erfüllungsgehilfe des Generalunternehmers usw.).

#### Besorgungsgehilfe (§ 1315 ABGB)
Der Gehilfe in seiner Eigenschaft als Besorgungsgehilfe schädigt keinen Vertragspartner seines Geschäftsherrn während der Erfüllung, sondern einen Dritten. Der Geschäftsherr haftet für ihn gem. § 1315 ABGB; dies jedoch für den Gehilfen mit folgenden Eigenschaften:
- habituell untüchtig: Der Gehilfe ist aufgrund von mangelnder Ausbildung oder seiner Veranlagung untüchtig. Indizien dafür sind mehrmaliges Versagen oder ein gravierendes Fehlverhalten. In jedem Fall obliegt es dem Geschäftsherrn, die Befähigung seiner Gehilfen getestet zu haben.
- wissentlich gefährlich: Der Gehilfe ist gefährlich und der Geschäftsherr weiß davon (oder weiß grob fahrlässig nicht). Die Gefährlichkeit zeigt sich durch entsprechende charakterliche Eigenschaften. Indizien sind Vorstrafen oder Wissen um solche Veranlagungen (Kleptomanie).

Rechtspolitisch zu erklären ist die Besorgungsgehilfenhaftung dadurch, dass ein Geschäftsherr seine Angestellten sowohl fachlich (Zeugnisse etc.) als auch charakterlich (Strafregisterauszug) prüfen soll, bevor er sie einstellt.

##### Beispiel
Ein Unternehmer hat den Auftrag vom Kunden, eine teure Vase zu restaurieren. Anlässlich der Erfüllung des Auftrages stößt der Mitarbeiter/Gehilfe aus Ungeschicklichkeit eine andere Vase des Kunden um, die dadurch zu Bruch geht. Der Unternehmer haftet dafür nach § 1313a ABGB, da sein Gehilfe „in Erfüllung“ des Vertragsverhältnis eine vertragliche Schutzpflicht des Unternehmers verletzt und die schädigende Handlung somit in einem „inneren Zusammenhang“ mit der Erfüllung steht. Nutzt er jedoch die Gelegenheit, dem Kunden, einem alten Rivalen, eins auszuwischen, und zerstört er die Vase deshalb absichtlich, so wird dadurch keine Vertragspflicht des Unternehmers missachtet, der Schaden tritt „anlässlich“ der Erfüllung ein und der Gehilfe wird dem Unternehmer nur nach § 1315 zugerechnet.

#### Regress des Geschäftsherrn
Ist der Geschäftsherr gem. § 1313a oder gem. § 1315 verpflichtet, Schadenersatz zu leisten, kann er in der Folge Regress am Gehilfen nehmen. Das Dienstnehmerhaftpflichtgesetz (DHG) erlaubt jedoch eine Minderung bzw. den Erlass des Regressanspruches, wobei es auf den Grad des Verschuldens ankommt:
- Vorsatz: keine Mäßigung möglich
- grobe Fahrlässigkeit: Das Gericht kann den Anspruch des Geschäftsherrn (Dienstgeber) je nach Billigkeit mäßigen.
- leichte Fahrlässigkeit: Der Anspruch kann ganz erlassen werden.

Siehe auch: Mitläufer, Rädelsführer, Indizienbeweis, kriminelle Vereinigung.

## Schweiz

### Zivilrecht
Die Haftung für Hilfspersonen wie Hausgenossen oder Arbeitnehmer ist in Art. 101 OR geregelt. Die Hilfsperson ist vom Substituten abzugrenzen, dessen Haftung sich nach Art. 399 OR richtet. Keine Hilfsperson ist auch das Organ einer juristischen Person. Die Organhaftung ist ebenfalls spezialgesetzlich geregelt, beispielsweise in Art. 754 OR für die Organe einer Aktiengesellschaft. Nur bei der außervertraglichen Geschäftsherrnhaftung besteht gem. Art. 55 OR die Möglichkeit der Exkulpation bzw. des Rückgriffs gegen die Hilfsperson.

### Strafrecht
Wer zu einem Verbrechen oder Vergehen vorsätzlich Hilfe leistet, wird nach Art. 25 des Strafgesetzbuchs als Teilnehmer einer Straftat in Gestalt der Gehilfenschaft bestraft.

## Litauen
In Litauen kann der Gehilfe (lit. padėjėjas) auch einen juristischen Beruf bedeuten (Richtergehilfe, Rechtsanwaltsgehilfe, Notargehilfe, Gerichtsvollziehergehilfe). Für die Ausübung wird der Hochschulabschluss der Rechtswissenschaften vorausgesetzt (Ausnahme bei Notargehilfen).

## Sonstiges (Gehilfen in der Literatur)
Eines der bekanntesten literarischen Werke, deren Hauptfigur die Funktion eines Gehilfen ausübt, ist Der Gehülfe von Robert Walser.
In der Trivialliteratur, Comics, Film und Fernsehen werden die Gehilfen der Helden auch als Sidekicks bezeichnet, z. B. Dr. Watson, der Sherlock Holmes zur Seite steht. Donald Duck wird von Dagobert Duck als Gehilfe für die verschiedensten Unternehmungen eingesetzt.